# Andre Hinds
Andre Hinds (né le 24 avril 1971 à Saint-Vincent-et-les-Grenadines) est un joueur de football international vincentais, qui évoluait au poste d'attaquant.

## Biographie

### En équipe nationale
Andre Hinds joue avec l'équipe de Saint-Vincent-et-les-Grenadines entre 1995 et 1996.
Il participe avec cette équipe à la Gold Cup 1996 organisée aux États-Unis. Lors de cette compétition, il joue deux matchs : contre le Mexique, et le Guatemala.
Il dispute également les éliminatoires du mondial 1998. Il inscrit quatre buts lors de ces éliminatoires.